# Jakub Sokolík
Jakub Sokolík (* 28. srpna 1993) je bývalý český fotbalista, který hrál na pozici obránce, naposledy hrál za Torquay United FC.
Je odchovancem Baníku Ostrava. V roce 2009, ve věku 16 let, odešel do Liverpoolu. Hrál za juniorský tým klubu. Byl i jeho kapitánem. Od roku 2014 hrál v nižších anglických soutěžích.
Byl mládežnickým reprezentantem Česka.